# جزيرة طواق (ميدي)

تعديل مصدري - تعديل

جزيرة طواق هي إحدى جزر مديرية ميدي التابعة لمحافظة حجة.